# یانوش پاووفسکی
یانوش پاووفسکی (لهستانی: Janusz Pawłowski؛ زادهٔ ۲۰ ژوئیه ۱۹۵۹) جودوکار اهل لهستان بود.
وی در مسابقات کشوری و بین‌المللی در مجموع برندهٔ ۱ مدال نقره، ۴ مدال برنز شده‌است.